# Штейнберг, Борис Аркадьевич
Борис Аркадьевич Штейнберг (известен как Бо́рух; 9 июня 1938, Москва — 3 января 2003, Москва) — советский художник-нонконформист, один из участников Бульдозерной выставки.

## Детство и ранние годы творчества
Родился в семье поэта и переводчика Аркадия Штейнберга и Валентины Георгиевны, урожд. Алоничевой. Брат Эдуард также стал художником.
В 1941 году, когда Борису было три года, отца призвали на фронт, а в 1944 году он был арестован и осуждён по 58-й статье на 8 лет. Как семье «врага народа» Штейнбергам пришлось столкнуться с дискриминацией: Борис был вынужден оставить школу, в том числе из-за конфликтов с другими учениками (позднее получил домашнее образование у отца). После освобождения отца Борис уехал с ним в Ухту, где отец был вынужден жить после заключения. После смерти Сталина в 1953 году они смогли уехать, правда, жить в Москве по-прежнему не разрешалось, и Штейнберги поселились в Тарусе.
Круг интеллигенции, собравшийся в то время в Тарусе, был впечатляющим. Некоторые так же, как и Аркадий Акимович, не имели права жить в Москве, для других это была просто загородная дача. Борух вспоминал Константина Паустовского, Н. Д. Оттен, Э. Д. Голышеву, Анастасию Цветаеву-Эфрон, Надежду Мандельштам, Николая Заболоцкого.
С 1954 года там же поселился после освобождения художник Борис Свешников, познакомившийся с Аркадием Акимовичем ещё в лагере. Круг общения семьи оказал огромное влияние на 16-летнего подростка. Летом 1957 года в Тарусу на живописную практику приехал 1-й курс художественного факультета ВГИКа. Познакомившись с Валентином Воробьёвым, Игорем Вулохом, В. Коневским, Борух выполнил первые ташистские работы, хотя и не имел специального художественного образования.

## Зрелые годы и творчество
С 1960 года жил в Москве. В круг его общения входили художники Анатолий Зверев, Дмитрий Плавинский, Александр Харитонов, Игорь Куклис. Все они жили неподалёку друг от друга. Основное время Борух уделял своим рассказам, но иногда делал визуальные работы. В 1963 году оставил занятия литературой и сосредоточился на создании визуальных работ. После первых поп-артистских работ (ассамбляжей), в конце 1960-х начал создавать «металлические» картины, в основном объёмные композиции с применением листового металла либо фанеры.
В 1966 году познакомился с 23-летним начинающим художником Евгением Рухиным, а спустя три года — с Татьяной Левицкой, своей будущей женой и сподвижницей, ставшей под его влиянием самобытной художницей.
В 1974 году активно примкнул к движению художников за свои права, руководимому Рабиным. Участвовал в Бульдозерной выставке, когда на разгон художников с картинами и зрителей, собравшихся на несанкционированную начальством выставку под открытым небом на окраине Москвы, были брошены бульдозеры и поливальные машины, а многие участники были aрестованы. Боруху удалось избежать арест. В 1975 году принимал участие в массовых квартирных выставках, а в сентябре того же года даже вошёл в инициативную группу художников по проведению разрешённой наконец-то официальной выставке в Доме культуры на ВДНХ.
В 1978 году по решению суда попал в психиатрическую больницу на «принудительное лечение», однако жена Татьяна сумела уберечь его от психотропных инъекций, более того, лечащий врач позволил Штейнбергу заниматься рисованием в подвальном помещении. В больнице начал заниматься графикой, пробуя соединить раннехристианские и средневековые символы с современностью. Также занимался литературой, писал короткие новеллы, почти притчи..
Выйдя из больницы в 1978 году, участвовал в квартирных выставках, на одной из которых швейцарский искусствовед Джон Матисон предложил ему выставку в Швейцарии и Германии.
Персональные выставки художника прошли в 1982 (Цюрих, Кёльн, Амстердам), 1983 (США), 1987 (Швейцария), 1988 (ФРГ). В 1991 принял участие в выставке «Другое искусство» в Москве. В 2002 в картинной галерее Московского еврейского общинного центра была организована персональная выставка художника «Что искала душа моя», ставшая последней прижизненной экспозицией его работ.
Произведения находятся в музейных коллекциях включая, Коллекция Нортона и Нэнси Додж, Музей Зиммерли при университете Ратгерс штата Нью Джерси (Нью Бранзуик, Нью Джерси, США) 
Похоронен на Востряковском кладбище.